# Saleta Fernández
Saleta Fernández López (* 15. Juli 1997 in Monforte de Lemos) ist eine spanische Leichtathletin, die sich auf den Hochsprung spezialisiert hat.

## Sportliche Laufbahn
Ihren ersten internationalen Auftritt hatte Saleta Fernández beim Europäischen Olympischen Jugendfestival 2013 in Utrecht, bei dem sie mit einer Höhe von 1,75 m den fünften Platz belegte.  2016 schied sie bei den U20-Weltmeisterschaften in Bydgoszcz mit 1,74 m in der Qualifikation aus und 2017 gelangte sie bei den U23-Europameisterschaften ebendort mit übersprungenen 1,76 m auf Rang elf. 2018 gewann sie bei den U23-Mittelmeermeisterschaften in Jesolo mit 1,76 m die Bronzemedaille hinter der Italienerin Erika Furlani und Sara Aščić aus Kroatien. Im Jahr darauf wurde sie dann bei den U23-Europameisterschaften in Gävle mit 1,80 m Achte. 2022 belegte sie bei den Ibero-Amerikanischen Meisterschaften in La Nucia mit 1,81 m den fünften Platz und 2024 gelangte sie bei den Ibero-Amerikanischen Meisterschaften in Cuiabá mit 1,75 m auf Rang acht.
2019 wurde Fernández spanische Meisterin im Freien sowie 2018 und 2022 in der Halle.